# 킵베
킵베(레반트 아랍어: كبة, 표준 아랍어: كبة 킵바[*]) 또는 쿱바(메소포타미아 아랍어: كبة)는 레반트를 비롯한 아랍 세계의 전통 음식이다.  고기와 부르굴로 만들며, 메소포타미아 지역에서는 쌀을 사용하기도 하는 등 지역에 따라 만드는 방법이 조금씩 다르다. 레바논과 시리아의 국민 음식 가운데 하나로 여겨진다. 레반트 출신 이민자가 많은 브라질 등 라틴아메리카에서도 즐겨 먹는다.

## 이름
아랍어 "킵바(كِبَّة)" 또는 "쿱바(كُبَّة)"는 "둥굴리다, 공처럼 만들다"를 뜻하는 동사 "캅바바(كَبَّبَ)"에서 나왔으며, 따라서 "케밥"과는 동원어 관계이다.
튀르키예에서는 "소를 넣은 쾨프테"라는 뜻의 이칠리 쾨프테(튀르키예어: içli köfte)로 불린다. 브라질에서는 키비(브라질 포르투갈어: quibe)로, 아르헨티나, 콜롬비아, 베네수엘라, 멕시코 등 이스파노아메리카에서 키베(스페인어: quibbe), 키비(kibi), 키페(kipe, quipe), 키피(kippi), 케페(kepe, keppe), 케피(kepi) 등으로 알려져 있다.

## 만들기
보통 쇠고기, 양고기 등 날고기와 부르굴, 향신료를 돌절구에 넣고, 넓은 절굿공이로 곱게 빻아 페이스트처럼 만든다. 이 페이스트를 접시에 잘 펴고 올리브유를 뿌려 내면 "킵베 나이예(날 킵베)"이다. 고기반죽을 손으로 둥글게 빚거나 그릇에 대고 둥근 공 모양으로 펴서 안 소를 넣은 다음 기름에 튀겨 먹기도 한다. 소로는 다진 고기를 양파, 향신료와 함께 볶은 것과 잣, 호두, 아몬드 등을 사용한다. 그 외에 올리브유를 바른 넓고 납작한 오븐기에 고기반죽을 넓게 펴고 칼집을 내 화덕에 구워 내기도 한다.

## 사진

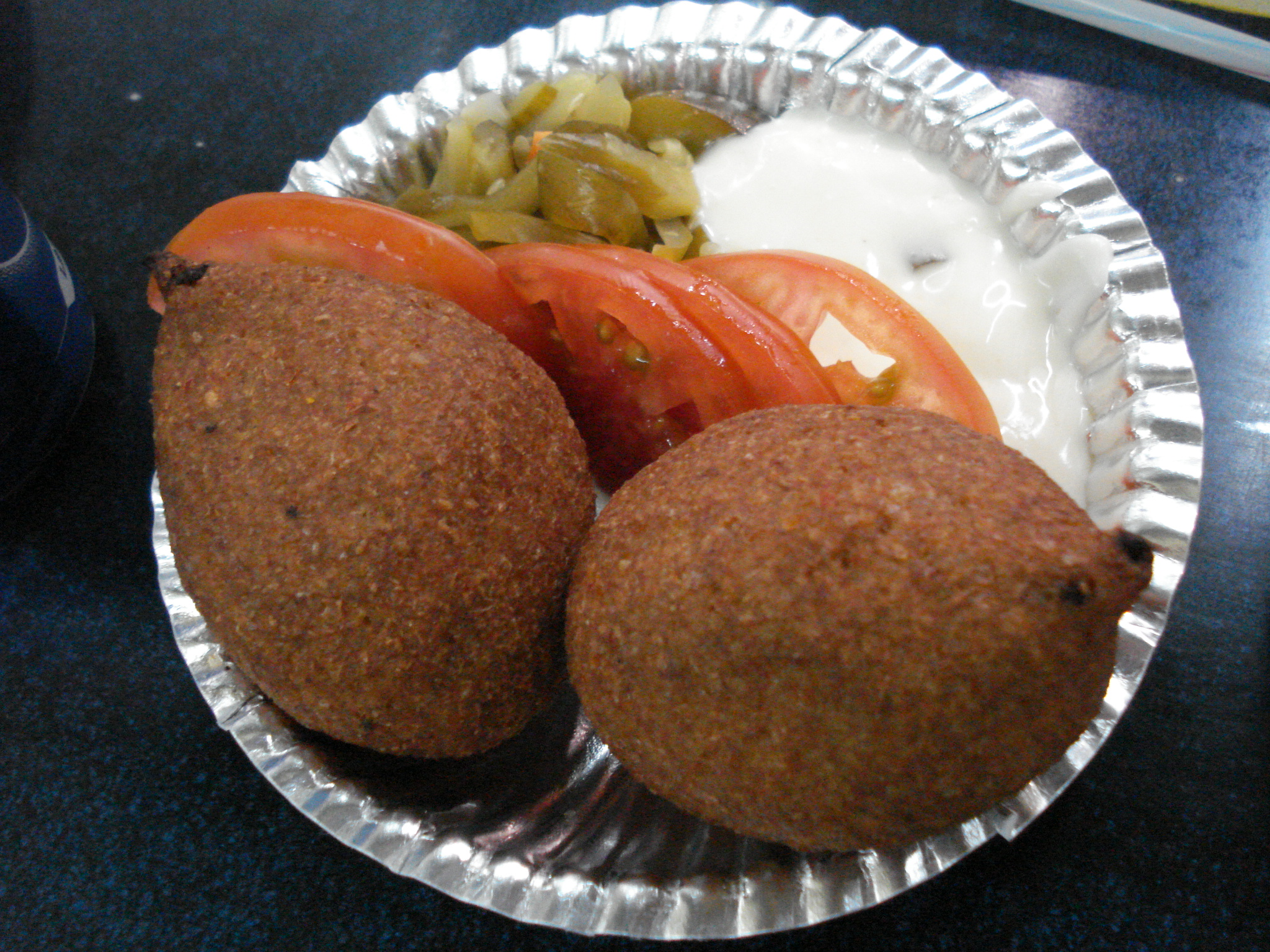
튀긴 킵베
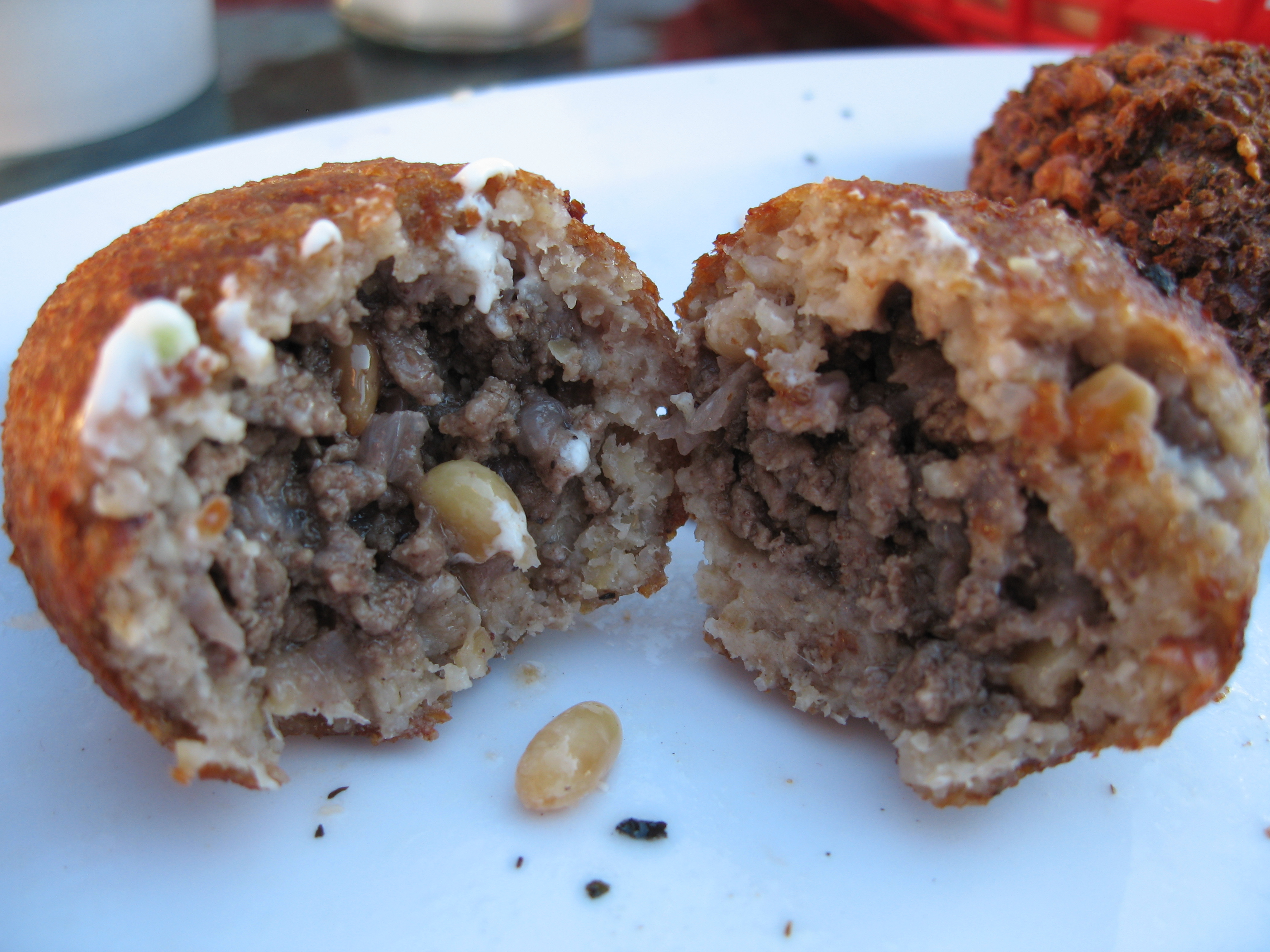
킵베 단면
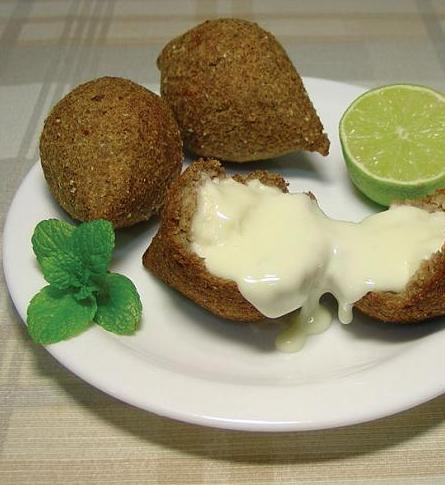
카투피리가 든 브라질식 키비
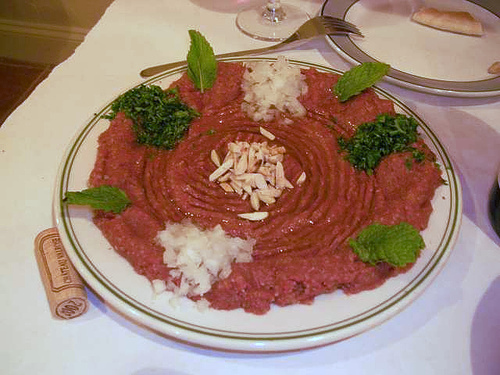
킵베 나이예
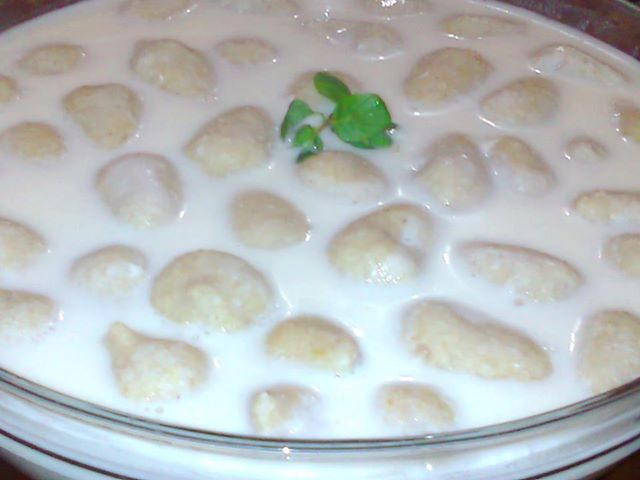
킵베 라바니예

## 같이 보기
- 아란치니
- 소를 넣은 음식 목록